# カントリー・ロード (ジェームス・テイラーの曲)
「カントリーロード」（Country Road）はジェームス・テイラーが作詞作曲し、演奏した曲。1970年のセカンドアルバム『スウィート・ベイビー・ジェームス』に収録されている。この曲は、マサチューセッツ州ベルモントのサマセット・ストリートにインスパイアされたもので、この道は1965年にテイラーがうつ病の治療を受けるために入院したマクリーン病院の所有地に隣接して走る雑木林の道である。再録音されたカントリーロードのシングルバージョンは、1970年12月30日にクリスタル・サウンドで録音およびミキシングされ、1971年2月にシングル盤としてリリースされた。このシングルバージョンは2003年にコンピレーションアルバム『ベスト・オブ・ジェームス・テイラー』で初めてCDに収録された。「カントリーロード」は、1971年初頭にビルボード・ポップ・シングル・チャートで37位、イージーリスニングで9位に達した。カナダのチャートでは、この曲はポップ（19位）とアダルトコンテンポラリー（3位）の両方のチャートで大ヒットした。
「カントリー・ロード」は、ジェームス・テイラーの1976年の『グレイテスト・ヒッツ』にも収録されている。この曲は1970年以降、テイラーのコンサートのほとんどで演奏されている。後にイーグルスの結成メンバーとなったランディ・マイズナーがアルバムバージョンでベースを演奏している。
テイラーの友人でもあるダニー・コーチマーによれば、「カントリー・ロード」は
ジェームズの性格に大きな影響を与え、「思い出のキャロライナ」、「花」(Blossom)、「スウィート・ベイビー・ジェイムズ』に登場する、落ち着きのない、期待に満ちた、漠然とした希望に満ちた感情を捉えている。道は彼の罠にかかった家族から遠ざけている：
Mama don't understand it
She wants to know where I've been
I'd have to be some kind of natural-born fool to want to pass that way again
ママはそれを理解していません
彼女は私がどこにいたのか知りたがっています
私は再びその道を通り過ぎたいと思うある種の自然生まれの愚か者でなければなりません
それはまた、彼を粉々にした事件、予備校、精神病院、あらゆる種類のトラップやバマーから彼を遠ざけることになる。道の終わりには、ノースカロライナでの自由と理想的な生活、そして「天使たちの天国のバンド」がある。
とのことである。
著作者のジェームズ・ペロンは、「カントリー・ロード」のテーマを、一人でいることの幸せと自由であると説明している。彼はさらに、孤独というテーマは、タイトル曲や「サニー・スカイズ」など、『スウィート・ベイビー・ジェイムズ』の他の曲にも現れていることに言及している。「サニー・スカイズ」は「カントリー・ロード」シングルのB面としてもリリースされた。オールミュージックの評論家であるロニー・D・ランクフォード・ジュニアによると、「カントリー・ロード」は「60年代から70年代へ変遷を完ぺきに表現している」ということである。というのも、この歌詞は、世界中の問題を解決しようとすることに疲れた人たちが、イエスに任せて自分たちだけで旅立つ時が来たということを示唆しているからである。Lankford finds the song's "simple arrangement," with acoustic guitar and "laid back" vocals, well matched to the lyrics.ランクフォードは、アコースティック・ギターと「のんびりとした」ボーカルを備えた曲の「シンプルなアレンジ」が歌詞とよく一致していると感じている。音楽作家のバーニー・ホスキンスは、「カントリー・ロード」を、当時流行していた「新しい田舎のムードを完璧に蒸留したもの」と呼んでいる。

## チャート履歴
| チャート（1971年）                             | 最高順位 |
| ---------------------------------------------- | -------- |
| カナダ RPM トップ・シングル                    | 19       |
| カナダ RPM アダルト・コンテンポラリー          | 3        |
| アメリカ ビルボード ホット100                  | 37       |
| アメリカ ビルボード アダルト・コンテンポラリー | 9        |
| アメリカ キャッシュボックス トップ1000         | 25       |

## カバー・バージョン
- メリー・クレイトン：アルバム『ギミー・シェルター』Gimme Shelter （1970年）
- アル・クーパー：アルバム『イージー・ダズ・イット（英語版）』Easy Does It（1970年）
- メイナード・ファーガソン：アルバムM.F. Horn Two　（1972年）
- アレックス・デ・グラッシ（英語版）：Alex de Grassi's Interpretation of James Taylor（1998年）インストゥルメンタル